# Боровики (Палкинский район)
Боровики — деревня в Палкинском районе Псковской области России. Входит в состав Палкинской волости.
Расположена на берегу реки Щепец, в 17 км к северу от посёлка Палкино и в 6 км к северо-востоку от прежнего волостного центра, деревни Васильево. Южнее находится Бобьяково.

## История
До апреля 2015 года деревня входила в состав Васильевской волости, затем Васильевская волость была упразднена и включена в состав Палкинской волости.

## Население
| 2001 | 2002 | 2010 | 2016 |
| ---- | ---- | ---- | ---- |
| 80   | ↘77  | ↘57  | ↗75  |